# Tetragnatha monticola
Tetragnatha monticola är en spindelart som beskrevs av Yutaka Okuma 1987. Tetragnatha monticola ingår i släktet sträckkäkspindlar, och familjen käkspindlar. Inga underarter finns listade i Catalogue of Life.